# Welcome to the Real World
Welcome to the Real World (рус. Добро пожаловать в реальный мир) — второй студийный альбом американской поп-рок-группы Mr. Mister, вышедший 27 ноября 1985 года.

## Об альбоме
Диск стал настоящим сюрпризом для всех и прорывом для Mr. Mister.
Главными хитами пластинки стали рок-баллады «Broken Wings», «Kyrie» и «Is It Love?».
В отличие от предыдущей работы коллектива, Welcome to the Real World, был единственным успешным диском группы. Он попал во многие хит-парады разных стран, а в американском хит-параде Billboard 200 он занял позицию №1.
Первый сингл с альбома «Broken Wings» попал на вершины чартов в США и в Европе, также как и Broken Wings, песня «Kyrie» стала хитом номер один, изданная вторым синглом в конце 1985 года. Третий сингл «Is It Love» попал в топ-10.
Mr. Mister были номинированы на «Грэмми» в номинации «Лучшая вокальная поп-группа». 20 апреля 2010 года альбом был переиздан на лейбле Friday Music.

## Список композиций
| №   | Название                    | Автор(ы)                                            | Длительность |
| --- | --------------------------- | --------------------------------------------------- | ------------ |
| 1.  | «Black/White»               | Стив Фаррис, Стив Джордж, Джон Лэнг, Пэт Мастелотто | 4:18         |
| 2.  | «Uniform of Youth»          | Фаррис, Джордж, Лэнг, Мастелотто                    | 4:25         |
| 3.  | «Don’t Slow Down»           | Фаррис, Джордж, Лэнг, Ричард Пейдж                  | 4:29         |
| 4.  | «Run to Her»                | Фаррис, Джордж, Лэнг, Мастелотто                    | 3:36         |
| 5.  | «Into My Own Hands»         | Фаррис, Джордж, Лэнг, Пейдж                         | 5:12         |
| 6.  | «Is It Love»                | Джордж, Лэнг, Мастелотто                            | 3:32         |
| 7.  | «Kyrie»                     | Джордж, Лэнг, Пейдж                                 | 4:24         |
| 8.  | «Broken Wings»              | Джордж, Лэнг, Пейдж                                 | 5:45         |
| 9.  | «Tangent Tears»             | Джордж, Лэнг, Пейдж                                 | 3:19         |
| 10. | «Welcome to the Real World» | Фаррис, Джордж, Лэнг, Пейдж                         | 4:18         |

## Чарты и сертификации
| Чарты (1985 — 1986) | Высшая позиция |
| ------------------- | -------------- |
| Австралия           | 19             |
| Австрия             | 12             |
| Великобритания      | 6              |
| Германия            | 8              |
| Италия              | 11             |
| Канада              | 2              |
| Нидерланды          | 7              |
| Новая Зеландия      | 21             |
| Норвегия            | 2              |
| США                 | 1              |
| Швейцария           | 10             |
| Швеция              | 13             |
| Япония              | 17             |

| Страна                | Сертификация  |
| --------------------- | ------------- |
| Великобритания (BPI)  | Золотой       |
| Канада (Music Canada) | 3х Платиновый |
| США (RIAA)            | Платиновый    |
| Швеция (IFPI)         | Золотой       |

## Участники записи
- Ричард Пейдж — вокал, гитара
- Стив Джордж — вокал, клавишные
- Стив Фаррис — гитара
- Пэт Мастелотто — ударные, акустическая и электрическая перкуссии
- Джон Лэнг — тексты песен